# 1 Węgierski Batalion Narciarski SS
1 Węgierski Batalion Narciarski SS (niem. 1. Ungarische-SS-Ski-Bataillon) – ochotnicza jednostka wojskowa Waffen-SS złożona z Węgrów podczas II wojny światowej.
Batalion powstał w poł. października 1944 r. w Budapeszcie, po odsunięciu przez Niemców od władzy na Węgrzech reżimu admirała Miklósa Horthyego. Rekrutował się spośród węgierskich żołnierzy wojsk górskich, którzy zadeklarowali złożenie przysięgi na wierność Adolfowi Hitlerowi. Na jego czele stanął węgierski oficer SS-Obersturmführer József V. Zelkó. Liczył ok. 800 żołnierzy, którzy wchodzili w skład trzech kompanii strzelców i jednej kompanii ciężkiej. 
W poł. listopada jednostka została przetransportowana do obozu w Neuhammer na Śląsku w celu przeszkolenia wojskowego. Pod koniec miesiąca przybyło tam z Węgier uzupełnienie w sile ok. 1 tys. rekrutów. W tej sytuacji jednostka rozrosła się do wielkości większej niż standardowy batalion i dlatego 4 grudnia została podzielona na dwa bataliony. W lutym 1945 r. – wobec podejścia pod Neuhammer Armii Czerwonej – Węgrzy w trybie alarmowym wymaszerowali z obozu, pozostawiając na miejscu kompanię pod dowództwem SS-Hauptsturmführera Józsefa  V. Genscy. Uderzenie Sowietów przetrwało jedynie 8 żołnierzy z dowódcą kompanii, którzy później dołączyli do macierzystej jednostki. Natomiast reszta 16 lutego dotarła do Loeben w Austrii, gdzie prowadziła dalsze szkolenie. 
Po dotarciu kolejnych uzupełnień pod koniec marca powstał trzeci zapasowy batalion. 17 kwietnia wszystkie trzy bataliony zostały przetransportowane do St. Margarethen, gdzie przydzielono je do 5 Dywizji Pancernej SS "Wiking", z wyjątkiem jednej kompanii wysłanej do Grossen Pfaff. Na początku maja Węgrzy skapitulowali w rejonie Attersee przed wojskami amerykańskimi.